# Triberg im Schwarzwald
Triberg im Schwarzwald (letteralmente: «Triberg nella Foresta Nera») è una città tedesca di 4 767 abitanti, situata nella Foresta Nera nel land del Baden-Württemberg.
Interessanti le cascate con un salto complessivo di 163 metri (le più alte della Germania) e il Museo della Foresta Nera.
Ci nacque l'ex saltatore cogli sci Christof Duffner.

## Riconoscimenti
L'asteroide 619 Triberga prende il nome da questo comune.